# Libre de coordenadas
Un tratamiento de un tema libre de coordenadas o libre de componentes en una teoría científica o matemática que desarrolla sus conceptos en cualquier forma de variedad, pero sin referencia a ningún sistema de coordenadas en particular.

## Ventajas
Los tratamientos sin coordenadas generalmente permiten sistemas de ecuaciones más simples y restringen inherentemente ciertos tipos de inconsistencias, lo que permite una mayor belleza matemática a costa de algo de abstracción de las fórmulas detalladas necesarias para evaluar estas ecuaciones dentro de un sistema de coordenadas particular.
Además de la elegancia, los tratamientos sin coordenadas son cruciales en determinadas aplicaciones para demostrar que una definición determinada está bien formulada. Por ejemplo, para un espacio vectorial {\displaystyle V} con base {\displaystyle v_{1},...,v_{n}}, puede resultar tentador construir un espacio dual {\displaystyle V^{*}} como el intervalo formal de los símbolos {\displaystyle v_{1}^{*},...,v_{n}^{*}} con corchetes {\displaystyle \langle \sum \alpha _{i}v_{i},\sum \beta _{i}v_{i}^{*}\rangle :=\sum \alpha _{i}\beta _{i}}, pero no queda inmediatamente claro que esta construcción sea independiente del sistema de coordenadas inicialmente elegido. En su lugar, es mejor construir {\displaystyle V^{*}} como el espacio de funcionales lineales con el corchete {\displaystyle \langle v,\varphi \rangle =\varphi (v)} y luego deducir las fórmulas basadas en coordenadas a partir de esta construcción.
Sin embargo, a veces puede resultar demasiado complicado proceder a partir de un tratamiento sin coordenadas, o un tratamiento sin coordenadas puede garantizar la unicidad pero no la existencia del objeto descrito, o puede que un tratamiento sin coordenadas simplemente no exista. Como ejemplo de la última situación, la aplicaión {\displaystyle v_{i}\mapsto v_{i}^{*}} indica un isomorfismo general entre un espacio vectorial de dimensión finita y su dual, pero este isomorfismo no está confirmado por ninguna definición libre de coordenadas. Como ejemplo de la segunda situación, una forma común de construir un producto de fibras de esquemas implica el pegado en parches afines. Para aliviar la falta de elegancia de esta construcción, el producto de fibras es entonces caracterizado mediante una propiedad universal conveniente y se ha demostrado que es independiente de los parches afines iniciales elegidos.

## Historia
Los tratamientos sin coordenadas eran el único enfoque disponible para la geometría (y ahora se conocen como geometría sintética) antes del desarrollo de la geometría analítica por parte de René Descartes. Después de varios siglos de exposición generalmente basada en coordenadas, la tendencia moderna es presentar a los estudiantes desde el principio los tratamientos sin coordenadas y luego deducir los tratamientos basados en coordenadas a partir del tratamiento sin coordenadas, en lugar de hacerlo al revés.

## Aplicaciones
Los campos que ahora se introducen a menudo con tratamientos sin coordenadas incluyen el cálculo vectorial, los tensores, la geometría diferencial y la computación gráfica.
En física, la existencia de tratamientos de teorías físicas sin coordenadas es un corolario del principio de covariancia.